# Georg Waitz
Georg Waitz (Flensburg, 1813. október 9. – Berlin, 1886. május 24.) német jogtörténész, medievista, a német történeti forrásoknak egyik legismertebb kiadója.

## Élete
1832 és 1836 között a kieli és a berlini Humboldt Egyetemen történelmet, jogtudoményt, filozófiát és evangélikus teológiát hallgatott. A történészi pályát Leopold von Ranke hatására választotta. Kezdetben Hannoverben, majd 1842-től kezdve Berlinben dolgozott Georg Heinrich Pertz tudományos munkatársaként a német középkori forrásgyűjtemény, a Monumenta Germaniae Historica (MGH) keretében.
1842-ben a történelem rendes professzori állására kapott meghívást a kieli egyetemre. Ugyanebben az évben vette feleségül Clara Schellinget, Friedrich Wilhelm Joseph Schelling lányát. 
1846-ban mint az egyetem képviselője a holsteini tartománygyűlésen vett részt, ahol a németség érdekében buzgólkodott. Az 1848-as márciusi mozgalmak idejében Rendsburgban működött mint az ideiglenes kormány tagja. Később a frankfurti parlamentbe választották, ahol eleinte a kaszinó-párthoz, utóbb az ún. Weidenbusch-párthoz tartozott, miután Gagernnel együtt a gyülésből kivált.
1848-ban a Göttingeni Egyetemre ment át, ahol egyik alapítója volt a történelmi szemináriumnak, amely utóbb göttingeni történeti iskola néven lett ismert. 1875-ben az MGH elnöke lett és Berlinbe költözött, emellett a Rotteck-Welcker'sches Staatslexikon, a Historische Zeitschrift és az Allgemeine Deutsche Biographie közreműködője.
A szövegkritika terén elsőrangú tekintélynek számított, és számos német és külföldi történelmi társulat tagjává választotta. A Magyar Tudományos Akadémiának 1879-től volt kültagja.

## Munkássága
Életének főműve a 12. század közepéig terjedő hétkötetes Deutsche Verfassungsgeschichte, amely bőséges anyagával ma is értékes forrás. Emellett feldolgozta és folytatta Friedrich Christoph Dahlmann Quellenkunde der deutschen Geschichte című munkáját. A mű kezdettől fogva tartalmazott szakirodalmi adatokat, és utóbb tiszta bibliográfiává alakult át.

## Politika
1846-ban Waitz tagja lett a holsteini rendi gyűlésnek. Ugyanabban az évben egyik aláírója volt a VIII. Keresztély dán királyhoz, a schleswigi örökösödés ügyében intézett nyílt levélnek; ezzel magára vonta a dán kormány neheztelését. Az 1860-as években is kiállt Schleswig-Holstein oszthatatlansága és a Német Szövetséghez való tartozása mellett. 1848. május 18. és 1849. május 20. között tagja volt a frankfurti parlamentnek, és részt vett az alkotmányozó bizottságban.

## Nevezetesebb művei
- Deutsche Verfassungsgeschichte (1–8. kötet, Kiel 1843–78; 1–3. kötet, 3. kiad. 1879–83, a 4–6. kötet 2. kiad. 1884, Zeumer és Seligertől)
- Schleswig-Holsteins Geschichte (2 kötet, Göttingen, 1851–54)
- Über das Leben und die Lehre des Ulfila (Hannover, 1840)
- Das alte Recht der salischen Franken (Kiel, 1846)
- Lübeck unter Jürgen Wullenweber (3 kötet, Berlin, 1855–56)
- Deutsche Kaiser v. Karl dem Grossen bis Maximilian (uo. 1862)
- Grundzüge der Politik (Kiel, 1862)
- Jahrbücher des Deutschen Reichs unter Heinrich I. (Berlin, 1837, 3. kiad. Lipcse, 1885)
- Das Recht des Herzogs Friedrich von Schleswig-Holstein (Göttingen, 1863)
- Über die angeblichen Erbansprüche d. königlich preussischen Hauses an die Herzogtümer Schleswig-Holstein (uo. 1864)
- Kurze schleswig-holsteinische Landesgeschichte (Kiel, 1864)
- Über eine sächsische Kaiserchronik und ihre Ableitungen (Göttingen, 1863)
- Zum Gedächtnis an Jakob Grimm (uo. 1863)
- Urkunden zur deutschen Verfassungsgeschichte im XI. u. XII. Jahrhundert (Kiel, 1871, 2. kiad. 1886)

## Fordítás
- Ez a szócikk részben vagy egészben a Georg Waitz című német Wikipédia-szócikk ezen változatának fordításán alapul.  Az eredeti cikk szerkesztőit annak laptörténete sorolja fel. Ez a jelzés csupán a megfogalmazás eredetét és a szerzői jogokat jelzi, nem szolgál a cikkben szereplő információk forrásmegjelöléseként.

### A német cikk forrásai
- Ferdinand Frensdorff: Waitz, Georg. In: Allgemeine Deutsche Biographie (ADB). Bd. 40, Duncker & Humblot, Lipcse, 1896, 602–629. o.
- Guido Wölky: Roscher, Waitz, Bluntschli und Treitschke als Politikwissenschaftler. Spätblüte und Untergang eines klassischen Universitätsfaches in der zweiten Hälfte des 19. Jahrhunderts. Dissertation, Universität Bochum, 2006 (Volltext).